# Gornja Bejašnica
Gornja Bejašnica (en serbe cyrillique : Горња Бејашница) est un village de Serbie situé dans la municipalité de Prokuplje, district de Toplica. Au recensement de 2011, il comptait 17 habitants.

## Démographie
| 1948 | 1953 | 1961 | 1971 | 1981 | 1991 | 2002 | 2011 |
| ---- | ---- | ---- | ---- | ---- | ---- | ---- | ---- |
| 435  | 441  | 309  | 192  | 141  | 65   | 30   | 17   |

|  |